# 宿霧人

菲律賓的民族分布圖，宿霧人分布的範圍為深藍色

宿霧人（宿霧語：Mga Sugbuanon），是菲律賓最大民族比薩亞人的分支，其主要語言是宿霧語。他們起源於中米沙鄢地區的宿霧省，後遷徙至錫基霍爾省、保和島、東內格羅省、萊特島中西部、薩馬爾島西部，馬斯巴特省和棉蘭老島的大部分地區。它也可以指在群島的不同地區使用與母語相同的語言的種族群體。

## 歷史
南島民族稱馬來-波利尼西亞人在大約3000年前定居宿霧島和菲律賓其他地區。今天大多數宿霧人都有馬來-波利尼西亞血統。早期的宿霧人開發了類似密克羅尼西亞人民的航海文化，然而，宿霧人離亞洲大陸更近，也與日本和沖繩，印度，中國，馬來西亞，印度尼西亞，泰國和斯里蘭卡進行貿易。
古老的宿霧人發展了一種主要受日本，中國，印度和婆羅洲影響的文化.。他們用絲綢，黃金，武器和香料交換珍珠和珊瑚。早期的宿霧人在羅馬天主教引入之前持萬物有靈的信仰並且崇拜anitos（精神）。
葡萄牙人探險家麥哲倫和當地酋長拉普拉普之間的著名遭遇以麥哲倫在麥克坦戰役中的死亡而告終。宿霧人暫時拖延了殖民統治，直到一名西班牙探險家米格尔·洛佩斯·德莱加斯皮殖民宿務並且受到西班牙人的統治。

## 文化
宿霧與菲律賓其他地區一樣，由西班牙和墨西哥的新西班牙副王統治，因此受到西班牙和墨西哥的強烈影響。在宿霧語有成千上萬的墨西哥西班牙語藉詞。墨西哥和西班牙的影響在烹飪，傳統服飾，舞蹈，音樂，節日，傳統和手工藝中很明顯。
宿霧文化的傳統特徵是馬來和西班牙傳統的融合，受到亞洲和美洲的影響。大多數宿霧人都是羅馬天主教徒。
在宿霧島上著名的慶祝活動中，Sinulog節是基督教和本土文化元素的混合，每年1月的第三周慶祝。

## 語言
菲律賓約有25,000,000人使用宿霧語，這是米沙鄢語言中使用最廣泛的語言，大多數人分布在宿霧和保和島。